# Собственный Её Величества гусарский полк
Собственный Её Величества гусарский полк (англ. Queen's Own Hussars (QOH)) — кавалерийский полк Британской армии, сформированный в результате слияния 3-го собственного Его Величества гусарского полка и 7-го собственного Её Величества гусарского полка в казармах Кандагар, город Тидворт, в 1958 году. Полк служил в Адене, Северной Ирландии и в составе Британской армии на Рейне. 1 сентября 1993 года полк был объединён с Её Величества королевским ирландским гусарским полком и переформирован в Её Величества королевский гусарский полк.

## История
Полк был сформирован в результате слияния 3-го собственного Его Величества гусарского полка и 7-го собственного Её Величества гусарского полка в казармах Кандагар, город Тидворт, в ноябре 1958 г. Полк оставался в Тидворте в качестве бронетанкового полка в составе 3-й бронетанковой дивизии. Один эскадрон был направлен в Уорминстер в качестве демонстрационного эскадрона школы пехоты в марте 1959 г., а другой — в Аден в феврале 1960 г. Полк был передислоцирован в Йоркские казармы в Мюнстере в качестве бронетанкового полка в составе 6-й пехотной бригады в июле 1960 г., а затем был направлен в Хобартские казармы в Детмольде в качестве бронетанкового полка в составе 20-й бронетанковой бригады в августе 1962 г..
В феврале 1965 года полк был переформирован в учебный полк, базировавшийся в казармах Камбрей в гарнизоне Каттерик, за исключением одного эскадрона, который был развёрнут как Берлинский бронетанковый эскадрон в Западной Германии. В феврале 1967 года полк был переведён в Маресфилд, откуда эскадроны были переброшены в Аден в июле 1967 года, в Шарджу в июле 1967 года, в Сингапур в октябре 1968 года и на Кипр в июне 1969 года. В августе 1970 г. полку была возвращён бронетанковый профиль в 7-й бронетанковой бригаде, базировавшуюся в казармах Кан в Хоне: оттуда эскадроны были переброшены в Северную Ирландию в разгар «смуты». В августе 1974 года он был переведён в лагерь Бовингтон в качестве полка центра RAC, а в мае 1976 года — в казармы Хобарт в Детмольде в качестве бронетанкового полка в составе 20-й бронетанковой бригады, откуда были проведены дальнейшие командировки в Северную Ирландию. Полк вернулся в казармы Камбрей в Каттерике в качестве учебного полка RAC в апреле 1983 г., а затем был переформирован в бронетанковый полк 22-й бронетанковой бригады в казармах Кан в Хоне в январе 1985 г. Оттуда эскадроны были направлены на Кипр для несения службы в качестве бронетанкового разведывательного подразделения и в Северную Ирландию для несения службы в качестве охраны тюрьмы «Лабиринт».
В период 1985—1993 гг. полк базировался в Кан-Баррекс, г. Хоне (земля Нижняя Саксония), находясь в составе 1-й бронетанковой дивизии. Имел на вооружении 57 танков Челленджер 1.
1 сентября 1993 года полк был объединён с Её Величества королевским ирландским гусарским полком в Её Величества королевский гусарский полк.

## Полковой музей
До 2016 года музей Собственного Её Величества гусарского полка (The Queen’s Own Hussars Museum) располагался в госпитале лорда Лейчестера в Уорике. В 2018 году полковая коллекция переезжает в новое здание в Уорике, известное как «Тринити Мьюз» (Trinity Mews).